# Zanthoxylum coco
Zanthoxylum coco es un árbol siempreverde de la familia Rutaceae, natural de Argentina y de Bolivia donde crece en bosques mayormente colinosos, espiníferos. Su hábitat natural son las sierras pampeanas y las sierras subandinas, es orófila, hasta 1300 m s. n. m., excepcionalmente más arriba. 

## Descripción
Usualmente se lo halla tanto en grupos aislados o solo, nunca en continuos boscosos. Es un árbolito mediano, entre 5-11m de altura; copa globosa, fuste recto de hasta 8 dm de diámetro. Follaje abundante, siempreverde; ramas tortuosas, castaño grisáceas, con aguijones cónicos repartidos irregularmente; hojas imparipinnadas, presentando aguijones apareados presumiblemente en lugar de los folíolos, y son muy notables. Generalmente corteza pardo amarillento o grisáceo, con aguijones.
Hojas con márgenes aserradas y venación pinnada. Pecíolo y raquis de 1-6 dm de largo, aguijones dorsales rectos, a veces ausentes. 7-13 pares de folíolos lanceolados, de 4-8 x 1-2 cm
Especímenes monoicos o dioicos. Flores imperfectas, blanco verdosas, pequeñas, de 5 mm de diámetro; 5-sépalos, 5-pétalos, en arreglo de inflorescencia panicular de 10-25 cm de largo; 5-estambres en la flor estaminada, ovario súpero en la pistilada. 
Fruto folículo, esférico, de 5 mm de diámetro, rugosos, dehiscente, morados a la madurez, en racimos pendulares; conteniendo una semilla negruzca, brillante, de textura aceitosa.
Toda la planta exhala un característico olor hediondo; de allí uno de sus nombres comunes.
Alcanza pronto su porte arbóreo, pero no longevo. Florece para agosto a mayo; y fructifica de octubre a marzo.

## Bioquímica
Aunque poco usada en la farmacopea general botánica, los tejidos de Fagara coco son muy ricos en alcaloides. Fagarina, N-metil-iso-coridina, esquiminianina, a-fagarina, fagarina-2, magnoflorina, nitidina, queleritrina, berberina, palmatina, candicina han sido aisladas del follaje y de la madera.

## Taxonomía
Zanthoxylum coco fue descrita por Philip Miller y publicado en Botanical Miscellany 3: 168, en el año 1833.
Sinonimia
- Fagara coco (Gillies ex Hook. & Arn.) Engl.
- Zanthoxylum sorbifolium
- Zanthoxylum stipitatum[5][6]

## Nombre común
Coco, cochucho, sauco oloroso, sauco hediondo, c'co, curá turá